# 사일런트 힐 3
《사일런트 힐 3》(Silent Hill 3)는 서바이벌 호러 비디오 게임의 하나로, 코나미가 플레이스테이션 2용으로 배급하였으며 코나미 내의 개발 그룹의 하나인 팀 사일런트에 의해 개발되었다. 사일런트 힐 시리즈의 세 번째 게임으로, 1번째 사일런트 힐 게임의 직접적인 속편이다. 2003년 5월에 출시되었으며, 같은 해 10월에 마이크로소프트 윈도우용으로 포팅되어 출시되었다. 리마스터 판의 HD 버전의 사일런트 힐 HD 컬렉션은 플레이스테이션 3, 엑스박스 360용으로 2012년 3월 20일에 출시되었다.
사일런트 힐 3는 특히 환경, 그래픽, 오디오, 또 전작들을 잇는 전반적 호러 요소들을 포함한 표현들로 인해 전반적으로 호평을 받았다. 이 게임의 줄거리는 2012년 영화 사일런트 힐: 레벨레이션 3D에 어느 정도 채용되었다.

## 반응
사일런트 힐 3는 긍정적인 평가와 부정적인 평가를 모두 받았다.